# Dervix Ali
Dervix Ali fou kan d'Astracan posat al tron pels nogais el 1537. Se suposa que era fill de Shaykh Haydar fill de Shaykh Ahmad el darrer kan de l'Horda d'Or.
Va governar un dos anys recuperant llavors el tron (vers 1539) Abdul Rahman Khan el que sembla indicar una lluita pel poder entre dues branques familiars. Durant uns anys va viure com a nòmada fins que el 1551 va anar a viure a Rússia i va rebre Zwenigorod com a feu. Va tornar al tron el 1554 quan el tsar, després de deposar Yamgurchi per la seva actitud hostil, el va restaurar a petició de diversos mirzes nogais.
Yamgurchi, amb el suport dels fills de Yusuf Nogai va intentar recuperar Astracan però fou derrotat pels cosacs de guarnició a la ciutat. Però al cap d'un cert temps Derwish Ali estava cansat del jou rus i va entrar en correspondència amb Devlet I Giray de Crimea nomenant Kasbulat, un príncep de Crimea, com el seu kalga; també va permetre als fills de Yusuf enemics de Rússia, creuar el Volga on van derrotar a Ismail i Kasai, mirzes favorables a Rússia; quan van arribar els strelitz russos es van refugiar a Astracan i el kan els va donar assistència d'artilleria i infanteria; el rus Katiref va restaurar l'orde i el kan va prometre que ajudaria al tsar però va seguir amb les seves intrigues amb Crimea i amb Yusuf Nogai contra Ismail, i finalment va esclatar la revolta; el kan va fer matar tots els mirzes que donaven suport a Rússia i es va retirar amb 500 homes a una petita vila prop del Volga on fou atacat pels russos, i finalment es va retirar a Kazan; el tsar va enviar a Ivan Cheremisinof amb els strelitz que van ocupar Astracan. Derwish refusava fer la pau amb Rússia però els nogais, ara unificats, el van atacar i li van capturar l'artilleria que li havia facilitat el kan de Crimea; Derwish va fugir a Azov i d'allí a la Meca.
Ivan Txeremisinof fou nomenat governador, i es va guanyar als habitants per la seva generositat i justícia, retornant les terres de cultiu i les illes del delta i limitant-se a cobrar un petit tribut. Abdulla i Isak, prínceps d'Astracan, van entrar al servei de Rússia i altres prínceps van conservar la nissaga. El 1715 els tàtars a Astracan eren encara 12.000 però el 1774 ja eren menys de dos mil.